# Manassas (Virginia)
Manassas is een van de 38 onafhankelijke steden in de Amerikaanse staat Virginia.
De stad heeft een landoppervlakte van 26 km² en telt 42.772 inwoners (volkstelling 2020).

## Geschiedenis

### Amerikaanse Burgeroorlog
Tijdens de Amerikaanse Burgeroorlog versloegen de Geconfedereerden de Verenigde Staten tweemaal vlak bij Manassas, bij de Eerste (1861) en Tweede (1862) Slag bij Bull Run. Deze veldslagen worden ook wel de Eerste en Tweede Slag bij Manassas genoemd.

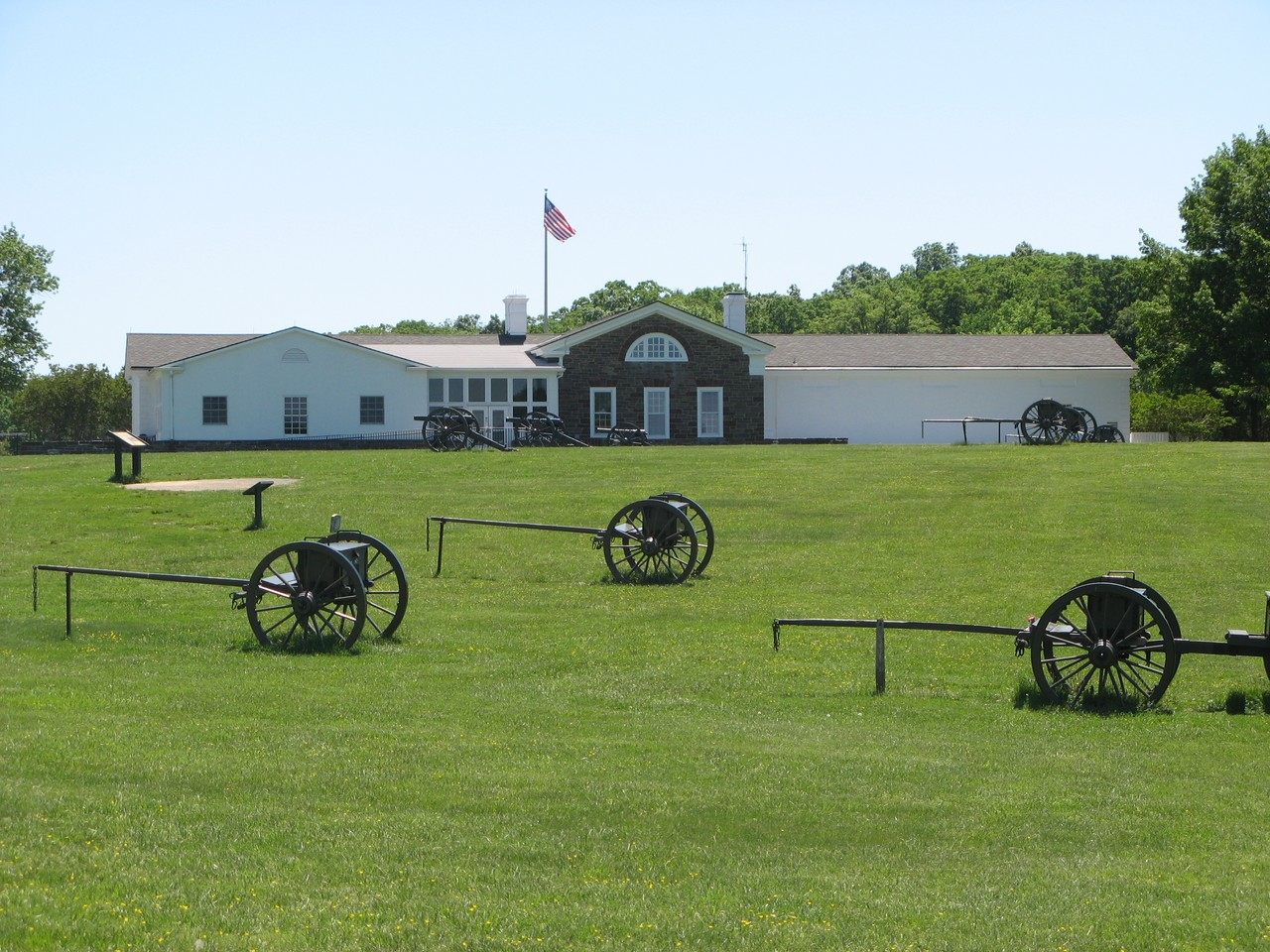
Het Manassas National Battlefield Park
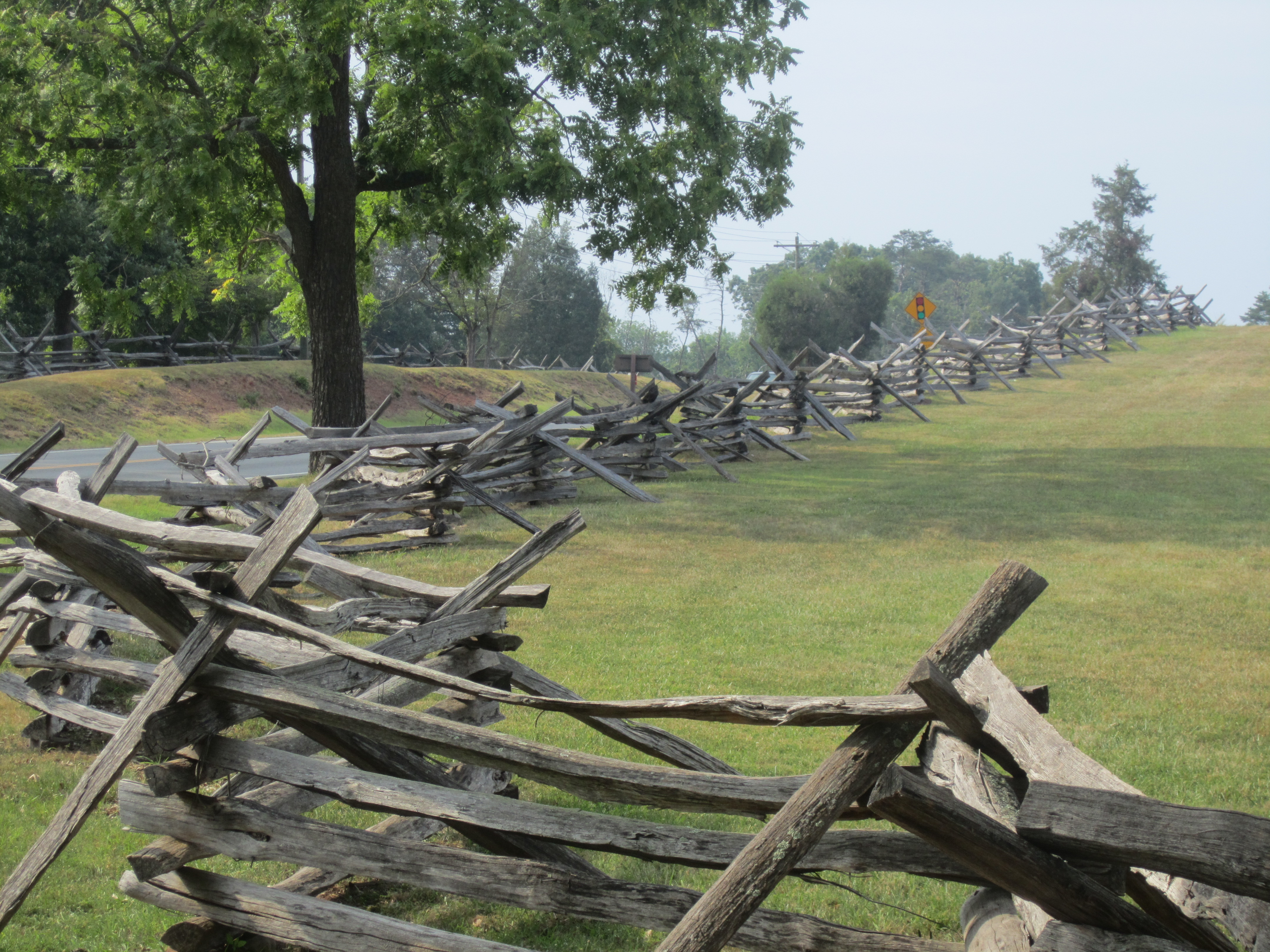
Het hek rond het slagveld van Manassas